# Acanthochitona rhodea
Acanthochitona rhodea är en blötdjursart som först beskrevs av Henry Augustus Pilsbry 1893.  Acanthochitona rhodea ingår i släktet Acanthochitona och familjen Acanthochitonidae. Inga underarter finns listade i Catalogue of Life.